# Smíření (Dr. House)
Smíření (v anglickém originále Acceptance) je první epizoda z druhé řady seriálu Dr. House.

## Děj
Hlavním pacientem epizody je Clarence – afroamerický vězeň odsouzený k trestu smrti. V rámci cvičení jde na hodinu do tělocvičny. Během cvičení se mu však začnou zjevovat lidi, které zabil. House si najde v hlavním počítači tento případ a chce po Cuddyové, aby mu byl přidělen. Ta mu ho však nechce dát, ale nakonec svolí, když House slíbí, že odpracuje dvě hodiny na ambulanci navíc. Na ambulanci však nejde. Místo sebe tam pošle Cameronovou. Na ambulanci přijde mladá dívka kvůli posudku na univerzitu. Říká o sobě, že je trochu anemická a má trochu kašel, ale Cameronová na rentgenovém snímku nalezne malobuněčný karcinom plic. Tuto diagnózu však nechce akceptovat a požaduje od House, aby ji léčil. Ten však odmítne. Místo toho léčí vězně z cely smrti. Prvotní vyšetření ve vězení ukazují na hypoxii a vodu na plicích. House chce vězně převést do nemocnice, s čímž ale nesouhlasí ředitel věznice. Stacy, která nyní pracuje jako právnička v nemocnici, mu však sežene soudní příkaz v domnění, že Cuddyová o všem ví. Když však House s vězněm přijede do nemocnice, Cuddyová zuří. Během vyšetření se vězeň probudí z bezvědomí a je nepříčetný. Rozbije postel a vytáhne si trubici, kterou měl v krku, s tím, že má žízeň. House se domnívá, že Clarence bral drogy, a tak vyšle Chase do věznice. Cameronová se snaží přimět House, aby léčil její pacientku, ten však stále odmítá s tím, že pacientka zemře. Foreman Clarence nechce léčit, protože mu přijde divné léčit člověka, který má být popraven proto, že je to vrah a násilník. Chase ve vězení nic nenajde. Pouze obálky, dopisy, barvu do tiskárny. House vydedukuje, že se pokusil otrávit barvou do tiskárny. Proto jde za Clarencem na pokoj s lahví alkoholu a popíjí s ním. Když vypijí skoro celou lahev, prozradí mu, že tak učinil schválně, protože ví, že se chtěl otrávit a že barva do tiskárny obsahuje methanol. Alkohol obsahuje ethanol, který se naváže na methanol v Clarencově krvi a ten ho pak neškodně vyloučí.
Cameronová po Housovi žádá, aby mohla dívce z kliniky provést test, ale ten stále odmítá. Nakonec ho přemluví, když mu slíbí, že za něj vezme dvě hodiny na ambulanci. Test je však neprůkazný a tak musí provést biopsii. Výsledky biopsie říkají, že má malobuněčný karcinom plic, jak řekl House, ale Cameronová se se svou pacientkou spřátelí a nechce jí verdikt říct. Clarence je už téměř zdravý a Cuddyová jej chce poslat zpět do nemocnice. Když má odjet, tak mu ale praskne střevo. To však nesedí Housovi do jeho teorie. Začne hledat příčinu, proč zabil všechny své oběti. Ví všechny, až na poslední oběť. Od Clarence zjistí, že spoluvězně zabil proto, že měl náhlý nával zloby. Napadne ho, že by se mohlo jednat o žlázu produkující adrenalin, a tak Clarence pošle na magnetickou rezonanci. Pošle ho tam i přesto, že má na těle mnoho tetování z vězení, které obsahuje i těžké kovy. Clarence tak na MRI trpí obrovskými bolestmi. Žláza se najde a vyoperují ji. Clarence je tak zdravý. Foreman si uvědomil, že Clarence vraždil v záchvatech zuřivosti způsobených žlázou, a rozhodne se svědčit v jeho prospěch. Ke konci epizody Cameronová říká své pacientce, že má rakovinu a že zemře.

## Fáze umírání
Tato epizoda se zabývá různými stádii smrti. Popření, hněv, smlouvání, deprese a smíření. House porovnává tyto kroky se ženou, kterou kterou léčí Cameronová. Naléhá na Cameronovou, aby sdělila své pacientce, že umírá. To lze také přirovnat ke vztahu, který má House se Stacy. Nejprve odmítli spolupracovat. Odehrávalo se mezi nimi mnoho konfliktů a House se pokusil udělat vše, aby ji zbavil případu. Nakonec se navzájem přijali jako kolegové.
V závěru epizody je vidět, jak House uvažuje. Přistoupí k tabuli a smaže 5 kroků smrti, přičemž se zastaví se při depresi a zamyslí se. Přemýšlí, jestli je zaneprázdněn smrtí a kdy se s ní smíří.

## Hudba
Na konci epizody zazní píseň Hallelujah od Jeffa Buckleyho.

## Diagnózy
- špatné diagnózy: předávkování drogami, otrava INH (léky na tuberkulózu), otrava barvami do tiskárny
- správná diagnóza: feochromocytom